# Biblioteka Główna Uniwersytetu Przyrodniczego w Poznaniu
Biblioteka i Centrum Informacji Naukowej – ogólnouczelniana jednostka organizacyjna Uniwersytetu Przyrodniczego w Poznaniu, główna biblioteka uczelniana.

## Historia
Biblioteka powstała w 1953. Dysponowała wówczas dwoma pokojami o łącznej powierzchni 40m². W 1991 przeniosła się do zabudowań dawnego Studium Wojskowego przy ul. Witosa 45. Od 1987 rozpoczęto komputeryzację zbiorów. W 1993 przyjęto obecną nazwę. W 1998 przyjęto zintegrowany system biblioteczny HORIZON.

## Zbiory
Na koniec 2012 biblioteka dysponowała 475.896 woluminami książek, 226.400 woluminami wydawnictw ciągłych i 31.385 jednostkami zbiorów specjalnych. W katedrach i instytutach zgromadzono ponadto 50.060 woluminów. W czytelni udostępnionych jest 198.338 woluminów księgozbioru podręcznego. Biblioteka udostępnia 24 zagraniczne bazy danych (pełnotekstowe, abstraktowe i bibliograficzne). W 2012 uruchomiono zamawianie książek wypożyczanych na zewnątrz wyłącznie z poziomu Internetowego Katalogu Biblioteki. W latach 2014–2015 jednostka realizowała projekt Adaptacja metadanych AGRO do Polskiej Bibliografii Naukowej i POL-indeksu.